# Клей (округ, Міннесота)
Шаблон:StateAbbr_ 46°54′ пн. ш. 96°29′ зх. д. / 46.9° пн. ш. 96.49° зх. д.
Округ Клей (англ. Clay County) — округ (графство) у штаті Міннесота, США. Ідентифікатор округу 27027.

## Історія
Округ утворений 1862 року.

## Демографія
За даними перепису
2000 року
загальне населення округу становило 51229 осіб, зокрема міського населення було 35900, а сільського — 15329.
Серед мешканців округу чоловіків було 24776, а жінок — 26453. В окрузі було 18670 домогосподарств, 12347 родин, які мешкали в 19746 будинках.
Середній розмір родини становив 3,07.
Віковий розподіл населення поданий у таблиці:
| Стать    | До 15 років | 15-21 | 22-29 | 30-39 | 40-49 | 50-65 | 65-85 | Понад 85 |
| -------- | ----------- | ----- | ----- | ----- | ----- | ----- | ----- | -------- |
| Чоловіки | 5500        | 3868  | 2542  | 3242  | 3723  | 3206  | 2403  | 292      |
| Жінки    | 5044        | 4762  | 2574  | 3258  | 3722  | 3191  | 3163  | 739      |

## Суміжні округи
- Норман — північ
- Бекер — схід
- Оттер-Тейл — південний схід
- Вілкін — південь
- Ричленд, Північна Дакота — південний захід
- Кесс, Північна Дакота — захід

## Виноски
1. ↑  US Decennial Census. US Census Bureau. Архів оригіналу за 26 квітня 2015. Процитовано 6 жовтня 2014.
2. ↑  Historical Census Browser. University of Virginia Library. Архів оригіналу за 11 Серпня 2012. Процитовано 6 жовтня 2014.
3. ↑  Population of Counties by Decennial Census: 1900 to 1990. US Census Bureau. Архів оригіналу за 4 Серпня 2014. Процитовано 6 жовтня 2014.
4. ↑  Census 2000 PHC-T-4. Ranking Tables for Counties: 1990 and 2000 (PDF). US Census Bureau. Архів оригіналу (PDF) за 18 Грудня 2014. Процитовано 6 жовтня 2014.
5. ↑  State & County QuickFacts. Бюро перепису населення США. Архів оригіналу за 8 липня 2011. Процитовано 31 серпня 2013.(англ.) Наведено за англійською вікіпедією.
6. ↑  American FactFinder. Бюро перепису населення США. Архів оригіналу за 29 липня 2011. Процитовано 31 січня 2008.

| США | Це незавершена стаття з географії США. Ви можете допомогти проєкту, виправивши або дописавши її. |